# Picrophylla
Picrophylla är ett släkte av fjärilar. Picrophylla ingår i familjen mätare.
Kladogram enligt Catalogue of Life:
| Picrophylla | \| \| Picrophylla hyleora \| \| \| \| \| \| Picrophylla rhabducha \| \| \| \| \| \| Picrophylla rubea \| \| \| \| |
|             | \| \| Picrophylla hyleora \| \| \| \| \| \| Picrophylla rhabducha \| \| \| \| \| \| Picrophylla rubea \| \| \| \| |
|             | Picrophylla hyleora                                                                                               |
|             | |
|             | Picrophylla rhabducha                                                                                             |
|             | |
|             | Picrophylla rubea                                                                                                 |
|             | |